# Victor Franke
Erich Victor Carl August Franke (Zuckmantel, 21. srpnja 1866. - Hamburg, 7. rujna 1936.) je bio njemački general i vojni zapovjednik. Tijekom Prvog svjetskog rata zapovijedao je Zaštitnim snagama u Njemačkoj Jugozapadnoj Africi.

## Vojna karijera
Victor Franke je rođen 21. srpnja 1866. u Zuckmantelu u pruskoj zemljoposjedničkoj obitelji. Vojnu karijeru započinje kada nakon završetka gimnazije 1887. stupa u 6. šlesku inženjersku bojnu. U svibnju 1896. sa činom poručnika napušta Njemačku, te odlazi u Njemačku Jugozapadnu Afriku gdje pristupa Zaštitnim snagama (Schutztruppe). Mjesec dana po dolasku započinje svoju vojnu službu u Swakopmundu. Najprije služi kao zapovjednik okruga u Otjimbingweu, a potom u Omaruruu. Od kraja 1897. do ožujka 1898. sudjeluje u borbama protiv plemena Swartbooija. Godine 1899. preuzima dužnost u okrugu Outjo gdje istražuje gotovo u potpunosti nepoznato područje Ovambolanda. Godine 1901. postaje zapovjednik okruga Sesfonteina, dok je u srpnju 1903. promaknut u čin satnika nakon čega se 1903. vraća na dužnost u Omaruru. 
Godine 1904. sudjeluje u sukobima sa pobunjenim Bondelswartima na jugu zemlje. Nakon što je primio vijesti o ustanku Herera u području oko Okahandje, upućuje se sa svojom satnijom prema sjeveru, te nakon prijeđenih 400 km u četiri i pol dana u teškim borbama uspijeva istjerati ustanike iz Okahandje i Omarurua. Za navedeno je 2. studenog 1905. odlikovan ordenom Pour le Mérite kojeg mu je osobno uručio car Wilhelm. Nakon gušenja ustanka Herera ponovno preuzima zapovjedništvo u Outjuu. U siječnju 1910. promaknut je u čin bojnika, dok čin potpukovnika dostiže u listopadu 1913. godine.

## Prvi svjetski rat
Početkom Prvog svjetskog rata njemački lokalni dužnosnik dr. Hans Schulze-Jena ubijen je u portugalskoj utvrdi Nauliliji koja se nalazila u južnom dijelu portugalske kolonije Angole. Joachim von Heydebreck, zapovjednik Zaštitnih snaga u Njemačkoj Jugozapadnoj Africi odlučio je kazniti naveden čin, te je organizirao kaznene ekspedicije u kojima je uništeno više portugalskih utvrda u Angoli. Nakon što je 12. studenog 1914. Heydebreck poginuo nesretnim slučajem, Franke preuzima zapovjedništvo nad Zaštitnim snagama u Njemačkoj Jugozapadnoj Africi, te odlučuje povesti kaznenu ekspediciju sa ciljem zauzimanja portugalske utvrde Naulile koju je 18. prosinca 1914. u potpunosti uništio. Franke međutim, nije mogao obraniti Njemačku Jugozapadnu Afriku od nadmoćnih južnoafričkih snaga, te je 9. srpnja 1915. prisiljen potpisati predaju u Khorabu, što su mu kasnije neki zamjerali smatrajući da se radilo o nečasnom činu. Franke je, kao i većina muškaraca u Njemačkoj Jugozapadnoj Africi, do kraja rata interniran u farmi Okawajo, u blizini Karibiba.

## Poslije rata
Godine 1919. Franke se vratio u Njemačku u kojoj mu je 10. travnja 1920. odlukom predsjednika Friedricha Eberta dodijeljen počasni čin general bojnika. Godine 1921. sklapa brak sa Mariom Diekmann sa kojom od 1927. do 1930. živi u Gross-Schwassu blizu Rostocka. Franke je bolovao od kroničnih tropskih bolesti, te se 1930. zbog zdravstvenih problema koje je imao preselio sa suprugom u Brazil, u Sao Paulo, gdje je vodio tvornicu mineralne vode. Kasnije se preselio u Joinville, ali je 1936. zbog sve lošijeg zdravstvenog stanja vratio u Njemačku kako bi primio pomoć u Institutu za tropske bolesti Bernhard Nocht u Hamburgu. Međutim, liječenje nije uspjelo, te je preminuo  7. rujna 1936. u 71. godini života u Hamburgu.
Nakon smrti, Frankeova udovica je željela njegovu urnu položiti u Omaruruu, što joj nije dozvoljeno. Konačno, Frankeovvi ostaci pokopani su 2. rujna 1957. na groblju Ohlsdorf u Hamburgu. Godine 1904. u čast Frankeovih osvajanja u Omaruruu podignut "Frankeov toranj" koji još uvijek postoji. Također, u gradu Outjo nalazi se Frankeov muzej.

## Vanjske poveznice
(eng.) Victor Franke na stranici Prussianmachine.com

(njem.) Victor Franke na stranici Deutsche-biographie.de

(njem.) Victor Franke na stranici Deutsche-digitale-bibliothek.de

(njem.) Victor Franke na stranici Rathay-biographien.de  Arhivirana inačica izvorne stranice od 18. lipnja 2022. (Wayback Machine)